# Championnat d'Ouganda de football 2021-2022
Navigation
Edition précédente Edition suivante
La saison 2021-2022 du Championnat d'Ouganda de football est la 53e édition du championnat de première division ougandais. Les seize clubs engagés sont regroupés au sein d'une poule unique où ils s'affrontent à deux reprises, à domicile et à l'extérieur. En fin de saison, les trois derniers du classement sont relégués et remplacés par les trois meilleurs clubs de Big League, la deuxième division ougandaise.
Le Vipers Sports Club remporte son cinquième titre de champion à l'issue de la saison.

## Participants
- Bul FC
- Busoga United FC
- Bright Stars FC
- Onduparaka FC
- Express Football Club
- Kampala City Council
- Wakiso Giants FC
- Mbarara City FC
- Police Football Club
- Uganda Revenue Authority SC
- Villa Sports Club
- Vipers Sports Club
- Uganda Peoples Defence Forces
- Arua Hill SC - Promu de D2
- Tooro United FC - Promu de D2
- Gaddafi FC - Promu de D2

## Compétition

### Classement
Le classement est établi sur le barème de points classique (victoire à 3 points, match nul à 1, défaite à 0). Pour départager les égalités, on tient d'abord compte de la différence de buts générale, puis du nombre de buts marqués, puis des confrontations directes.
| Rang | Équipe                        | Pts  | J  | G  | N  | P  | Bp | Bc | Diff |
| ---- | ----------------------------- | ---- | -- | -- | -- | -- | -- | -- | ---- |
| 1    | Vipers SC                     | 74   | 30 | 23 | 5  | 2  | 69 | 19 | +50  |
| 2    | Kampala City Council          | 56   | 30 | 15 | 11 | 4  | 41 | 21 | +20  |
| 3    | Uganda Revenue Authority SC   | 55   | 30 | 15 | 10 | 5  | 57 | 27 | +30  |
| 4    | Bul FC C                      | 52   | 30 | 14 | 10 | 6  | 54 | 32 | +22  |
| 5    | Arua Hill SC P                | 52   | 30 | 14 | 10 | 6  | 38 | 27 | +11  |
| 6    | Express Football Club T       | 46   | 30 | 11 | 13 | 6  | 31 | 25 | +6   |
| 7    | Wakiso Giants FC              | 39   | 30 | 12 | 3  | 15 | 38 | 47 | -9   |
| 8    | Gaddafi FC P                  | 37   | 30 | 9  | 10 | 11 | 33 | 36 | -3   |
| 9    | Onduparaka FC                 | 37-2 | 30 | 10 | 9  | 11 | 32 | 37 | -5   |
| 10   | Uganda Peoples Defence Forces | 37   | 30 | 9  | 10 | 11 | 33 | 42 | -9   |
| 11   | Bright Stars FC               | 36   | 30 | 9  | 9  | 12 | 26 | 34 | -8   |
| 12   | Villa Sports Club             | 33-1 | 30 | 8  | 10 | 12 | 27 | 32 | -5   |
| 13   | Busoga United FC              | 32   | 30 | 9  | 5  | 16 | 26 | 45 | -19  |
| 14   | Police Football Club          | 28   | 30 | 6  | 10 | 14 | 32 | 46 | -14  |
| 15   | Mbarara City FC               | 25   | 30 | 6  | 7  | 17 | 28 | 36 | -8   |
| 15   | Tooro United FC P             | 10   | 30 | 2  | 4  | 24 | 20 | 81 | -61  |

|  | Qualification pour la Ligue des champions de la CAF 2022-2023                        |
|  | Qualification pour la Coupe de la confédération 2022-2023                            |
|  | Relégation directe en Big League                                                     |
|  | T : Tenant du titre C : Vainqueur de la Coupe d'Ouganda 2022 P : Promu de Big League |

- Onduparaka FC a deux points de pénalités à cause de l'abandon d'un match.
- Villa Sports Club a un point de pénalité en raison du comportement de ses supporters.

## Bilan de la saison
| Championnat d'Ouganda de football 2021-2022                        |                               |
| Champion                                                           | Vipers Sports Club (5e titre) |
| Coupes et trophées                                                 |                               |
| Vainqueur de la Coupe d'Ouganda 2021-2022                          | Bul FC                        |
| Qualifications continentales                                       |                               |
| Ligue des champions de la CAF 2022-2023                            | Vipers Sports Club            |
| Coupe de la confédération 2022-2023                                | Bul FC                        |
| Promotions et relégations                                          |                               |
| Promus en Championnat d'Ouganda de football                        | Blacks Power FC               |
| Promus en Championnat d'Ouganda de football                        | Maroons FC                    |
| Promus en Championnat d'Ouganda de football                        | Kyetume FC                    |
| Relégués en Championnat d'Ouganda de football de deuxième division | Police Football Club          |
| Relégués en Championnat d'Ouganda de football de deuxième division | Mbarara City FC               |
| Relégués en Championnat d'Ouganda de football de deuxième division | Tooro United FC               |